# Oeconomische Encyclopädie

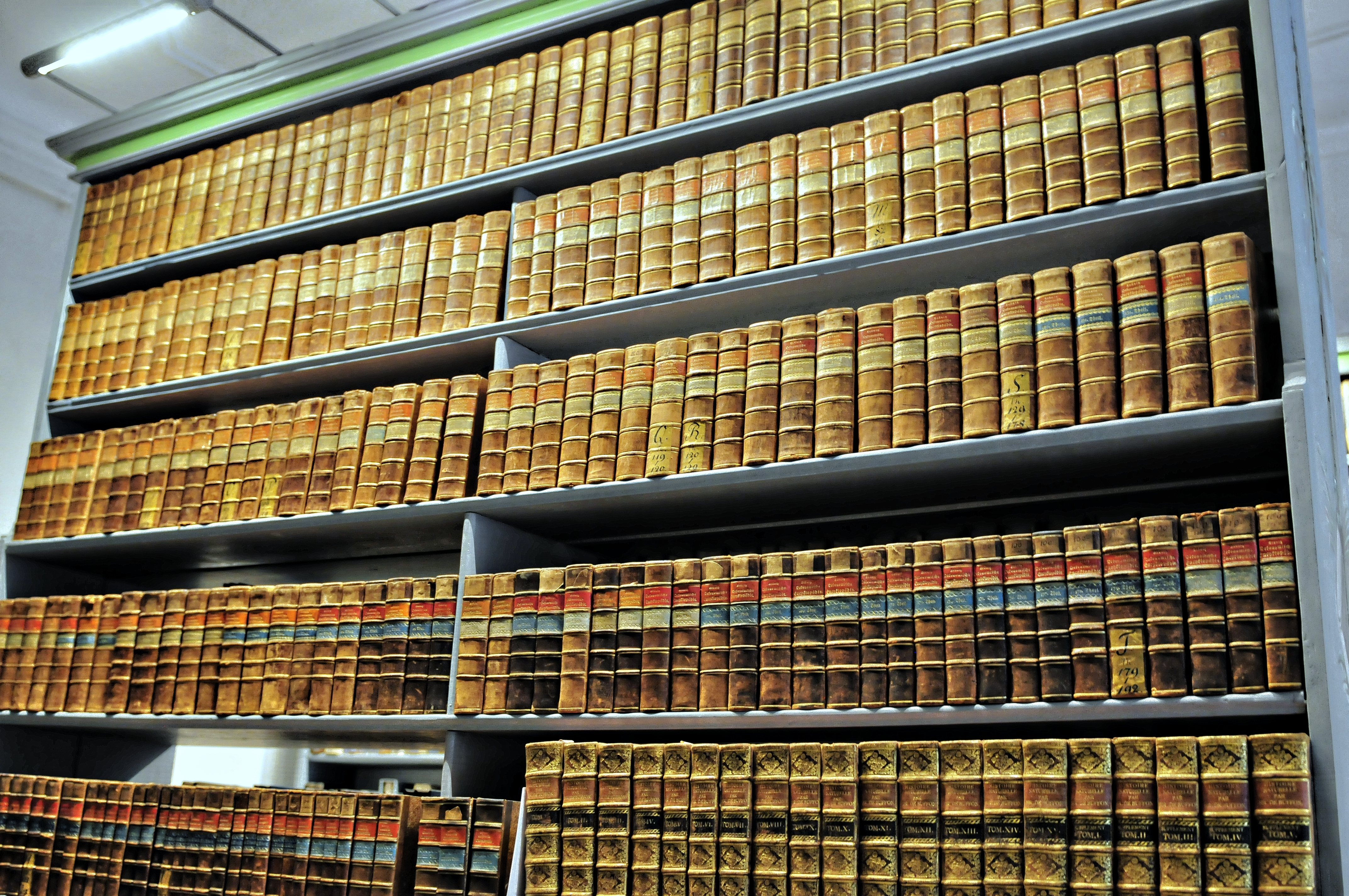
Das Gesamtwerk in der Oberlausitzischen Bibliothek der Wissenschaften

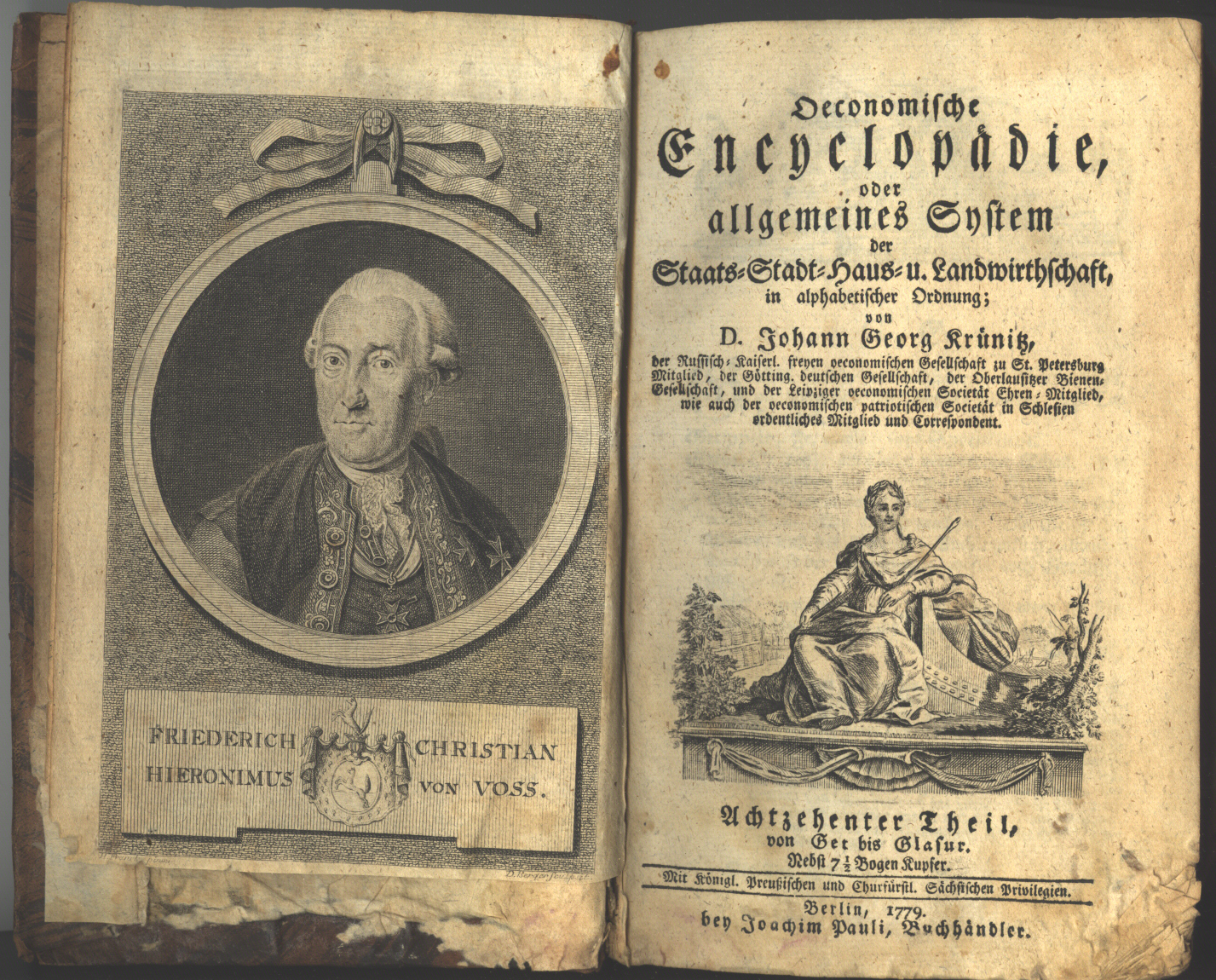
Titelblatt des 18. Bandes der Oeconomischen Encyclopädie: „Oeconomische Encyclopädie oder allgemeines System der Staats-Stadt-Haus-u. Landwirthschaft, in alphabetischer Ordnung; von D. Johann Georg Krünitz, […] Achtzehenter Theil von Get bis Glasur. Berlin 1779, bey Joachim Pauli, Buchhändler.“

Die Oeconomische Encyclopädie ist eine zwischen 1773 und 1858 großteils von Johann Georg Krünitz geschaffene deutschsprachige Enzyklopädie. Sie gilt als wichtige Quelle zu Wirtschaft und Technik der Zeit zwischen Aufklärung und Industrialisierung.

## Übersicht

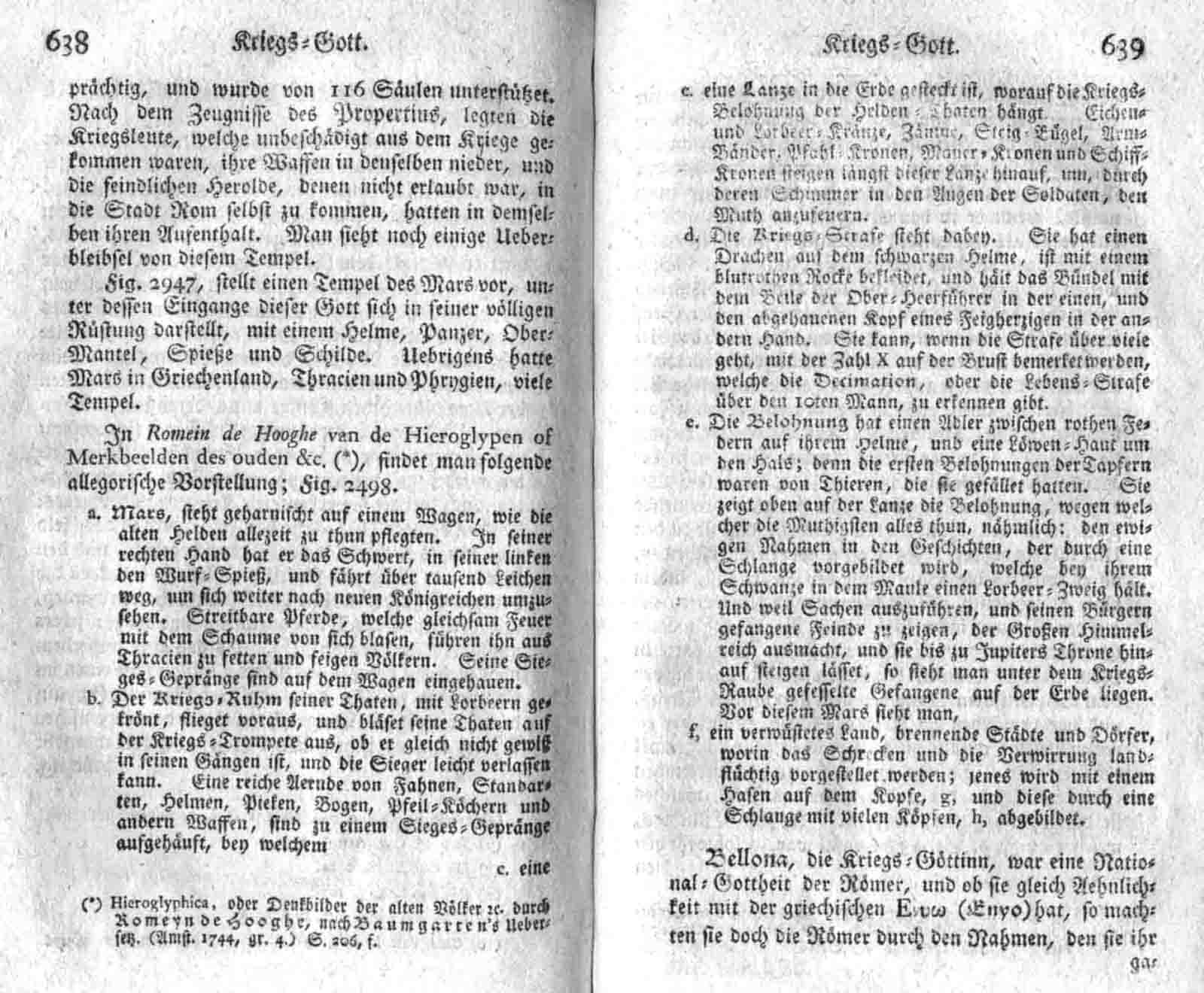
Doppelseite 638f aus Band 50 (1790)

Das lexikalisch-alphabetisch aufgebaute Gesamtwerk umfasst rund 169.400 Seiten in 242 Bänden, die einzelnen Bände haben zwischen rund 600 und mehr als 900 Seiten.
In der Ankündigung seines Werkes (1772) vermerkt Krünitz zur Gliederung:

„Die Gestalt eines Lexicon, oder die von ihnen gewählte alphabetische Ordnung, ist allerdings die bequemste zu einem ausführlichen und umständlichen Unterrichte, und die sicherste, um das Licht der ökonomischen Wissenschaft, durch eine nach den verschiedenen Bedürfnissen, und unter den Menschen überhaupt, und den Oekonomen insbesondere, so ungleichen Kräften des Geistes proportionirte Vertheilung zu verbreiten. Sie schreckt die Leser, welche sich vor dem Aneinanderhangenden und Ununterbrochenen in Erlernung und Fleiße fürchten, nicht ab, unterhält und befriedigt die augenblickliche Wißbegierde, und führet zu denen Grundsätzen und der Kette, welche alle nützliche Wahrheiten gemeinschaftlich mit einander verbindet.“

Zur Vorgehensweise bei der Bearbeitung schreibt er:

„Da ich aber bey einem auf so mannigfaltige und verschiedene Gegenstände, als die Stats-Stadt-Haus- und Land-Wirthschaft in sich begreift, über Großes und Kleines, sich erstreckenden Werke, wo ich mich bald zur Philosophie über Gesetzgebung, Cameral-Finanz- und Polizey-Anstalten, erheben, bald bis zu den geringsten praktischen Vortheilen und Handgriffen in Fabriken und Manufacturen, in der Haus-Wirthschaft und Küche, dem Ackerbau und der Viehzucht, herab lassen muss, unmöglich alles selbst wissen kann, so besteht meine Arbeit eigentlich darin, daß ich dasjenige, was ich theils durch mündlich oder schriftlich eingezogene Nachrichten in Erfahrung bringe, theils in andern gedruckten Quellen, welche ich jederzeit getreu und gewissenhaft anzeige, für meine Absicht brauchbar finde, nutze, und in einen zweckmäßigen Auszug und Zusammenhang bringe, und zu dem Ende alle Kräfte meines Beurtheilungs-Vermögens aufbiethe.“

Die Artikel sind nicht einheitlich aufgebaut: Ihr Umfang reicht vom schlichten Verweis bis zu Artikeln, die sich über mehr als einen Band erstrecken „Verwaltung (Polizei-)“ (Bände 221 und 222) – andere Bände hingegen behandeln bis zu 1.855 Lemmata (Band 8, Cha – Davier). Das Gesamtwerk enthält 9398 Abbildungen auf Kupferstichen, die jedoch aus Kostengründen den späteren Bänden spärlicher beigefügt wurden als den früheren.
„Chaotisch“ darf das Schriftbild des ersten Bandes genannt werden, weil versucht wurde, Lemmata in französischer, lateinischer, deutscher und anderen Sprachen durch Wechsel zwischen Fraktur- und Antiquaschriften voneinander abzusetzen, sowie Hervorhebungen durch Wechsel zwischen recte und kursiv und/oder (in Ermangelung von Fett- und Kursivdruck der Fraktur) durch Wechsel der Schriftgröße oder durch Einführung einer zusätzlichen Frakturschrift darzustellen. Mit dem geänderten Konzept einer komplett neu gestalteten Enzyklopädie wurde diese typografische „Vielfalt“ ab dem dritten Band, „Auge – Bauer-Wolle“ eingeschränkt.
Die Oeconomische Encyclopädie gilt als wichtige Quelle zu Wirtschaft und Technik der Zeit zwischen Aufklärung und Industrialisierung, obwohl bereits dem letzten Autor, Hoffmann, bewusst war, dass das Werk schon bei Fertigstellung nicht mehr auf der Höhe der damaligen Zeit sein konnte.

## Geschichte des Werkes

### Die ersten 72 Bände
1773 erschienen die ersten zwei Bände der Enzyklopädie, die Krünitz im Auftrag des Berliner Buchhändlers und Verlegers Joachim Pauli erstellen sollte.
Zunächst war diese Oeconomische Encyclopädie, oder allgemeines System der Land- Haus- und Staats-Wirthschaft, in alphabetischer Ordnung als Übersetzung und Zusammenfassung zweier französischsprachiger Werke geplant, nämlich des Dictionnaire raisonné universel d'histoire naturelle, 1764, und der Encyclopédie Oeconomique ou Système général d'Oeconomie rustique, domestique et politique, 1771/72.
Schon ab dem ersten Band des „Krünitz“ kündigte sich aber ein die Vorlagen bei weitem übertreffendes Werk an. Ähnlich war es bereits Diderot und d'Alembert ergangen, deren 1772 abgeschlossene 28-bändige Encyclopédie (mit 17 Text- und 11 Tafelbänden) zunächst als Übersetzung der englischen ursprünglich zweibändigen Cyclopaedia gedacht war (zuerst 1728, zweibändig, zuletzt, 1786, fünfbändig).
Krünitz' Enzyklopädie wurde ab dem fünften Band anhand von Lemmata weitergeführt, die er aus der ersten deutschen Enzyklopädie, dem 64-bändigen zwischen 1732 und 1754 erschienenen Werk Johann Heinrich Zedlers, Grosses vollständiges Universallexikon aller Wissenschaften und Künste abgeleitet hatte. Über die Krünitz zugeschriebene Stichwortliste scheinen die späteren Autoren der Encyclopädie kaum noch hinausgegangen zu sein.

### Änderungen des Themenspektrums und der Titel
Dem sich während der Erarbeitung verändernden Konzept wurde auch der Titel des Werkes mehrmals angepasst – mit Ausnahme der letzten stammen diese Änderungen von Krünitz.
1. Der ursprüngliche Titel, Oeconomische Encyclopädie, oder allgemeines System der Land- Haus- und Staats-Wirthschaft in alphabetischer Ordnung wurde ab Band 33, 1785, geändert in
2. Oekonomisch-technologische Encyklopädie, oder allgemeines System der Staats- Stadt- Haus- und Landwirthschaft und der Kunstgeschichte... – neue Schwerpunkte im Bereich der Kunstgeschichte und der Technologie, der zusätzliche Themenkreis Stadtwirtschaft und die Betonung der Staats-Wirthschaft finden im neuen Titel Ausdruck. Mit Band 74, 1798, hieß das Werk dann
3. Oekonomisch-technologische Encyklopädie, oder allgemeines System der Staats- Stadt- Haus- und Landwirthschaft, wie auch der Erdbeschreibung, Kunst- und Naturgeschichte... – jetzt sollte das Werk also auch Geographie (Erdbeschreibung) und Naturgeschichte abdecken.
4. Auf den zweiten Titel „rückbenannt“ wurde bereits Band 77, 1799 – wohl in Besinnung auf das Machbare wurden die Themenkreise Geographie und Naturgeschichte wieder entfernt: Oekonomisch-technologische Encyklopädie, oder allgemeines System der Staats- Stadt- Haus- und Landwirthschaft und der Kunstgeschichte...

### Bearbeiter nach Krünitz

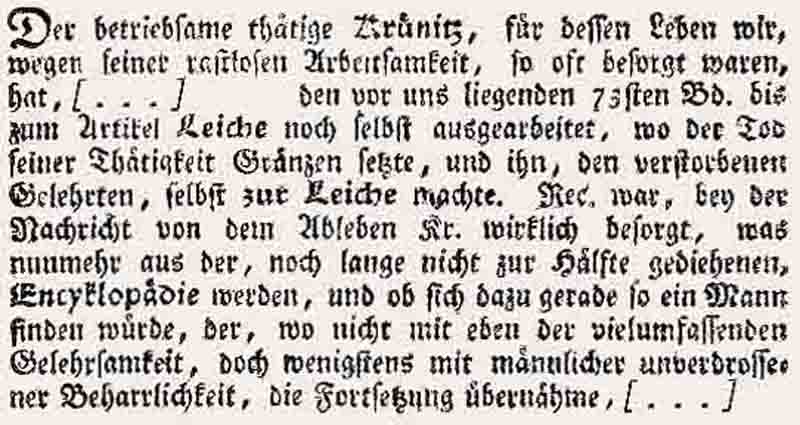
Kommentar zu Krünitz' Hinscheiden

Krünitz hatte unter Einsatz seiner umfangreichen Privatbibliothek von rund 15.000 Bänden, seiner profunden Sprachkenntnisse, seines breit gestreuten Fachwissens und mit immensem Fleiß die ersten 72 Bände vollendet und dafür nach seinen Angaben täglich 12 bis 16 Stunden gearbeitet. Angekündigt hatte er zwei Bände jährlich, meist waren aber drei erschienen, mitunter vier. Er starb, wie beispielsweise im Vorwort zu Band 73 vermerkt ist, just bei der Arbeit zum Artikel Leiche des 73. Bandes, am 20. Dezember 1796.
Sein Werk hatte mehrere Nach-Bearbeiter (großteils nacheinander) und wurde erst 1858 abgeschlossen – mit dem 242. Band.
1796 übernahm der Theologe und Jurist Friedrich Jakob Floerken (1758–1799) die Herausgabe und vollendete die Bände 73 bis 77. Von 1800 bis 1813 schuf sein Bruder, der Theologe und Biologe Heinrich Gustav Flörke die Bände 78 bis 123. Ab 1813 wirkte Johann Wilhelm David Korth (1783–1861) mit, was zu einem Zerwürfnis zwischen Flörke und der Verlegerin, der Witwe Pauli, führte. Korth veröffentlichte bis 1855 die Bände 124 bis 225 unter dem Verleger Litfaß, abwechselnd unterstützt von den Koautoren Ludwig Koßarski und Carl Otto Hoffmann (1812–1860). Von 1855 bis 1858 erarbeitete Hoffmann allein die Bände 226 bis 242.

### Verlag
Als Verleger traten fünf Unternehmer auf: Joachim Pauli von 1773 bis 1812, danach bis 1823 dessen Witwe Louise, dann deren dritter Ehemann C. H. Mowinkel. Ungefähr 1830 übernahm Leopold Wilhelm Krause den Verlag, der mit seinem Ableben 1846 an seinen Stiefsohn Ernst Litfaß (1816–1874) überging. Litfaß brachte das Projekt 1858 zum Abschluss.

### Nachdruck, Auszüge, Raubdruck
Ab 1782 veranlasste Krünitz eine zweite Auflage der frühen Bände. Nahezu unverändert wurden insgesamt die Bände 1–97 nachgedruckt (Lit. Cziesla). Nur einzelne Seiten und Teile von Vorbemerkungen wurden neu gesetzt.
Es gibt auch eine Vielzahl gesondert publizierter und unterschiedlich umfangreicher Auszüge aus der Enzyklopädie. Zu einem Teil sind sie bei Joachim Pauli erschienen, teilweise von Krünitz selbst bearbeitet. Hervorzuheben ist der 34-bändige Auszug aus dem damals verfügbaren Teil des Gesamtwerkes, redigiert von mehreren Autoren, erschienen bei Pauli 1786–1830. Das Projekt wurde nach Band 34 aufgegeben.
Der berühmte Raubdruck, den der Brünner Drucker und Verleger J. G. Traßler mit kaiserlicher Genehmigung und mit Unterstützung durch den verärgerten früheren Bearbeiter Flörke auflegte, ist als Brünner Nachdruck bekannt, erschien 1787–1823, umfasst die Bände 1 bis 129 und wurde in Preußen verboten. Die Bände 125–129 (1818–1823) sind mit Flörkesche Enzyklopädie betitelt.
Moderne Faksimiles und Mikrofiche-Ausgaben existieren in bescheidenem Umfang beziehungsweise in bescheidener Qualität. Der digitalisierte und klassifizierte Volltext erscheint seit 2001 als Oeconomische Encyclopädie online.